# Euproctis bimaculata
Euproctis bimaculata är en fjärilsart som beskrevs av Walker 1855. Euproctis bimaculata ingår i släktet Euproctis och familjen tofsspinnare. Inga underarter finns listade i Catalogue of Life.